# Menesia makilingi
Menesia makilingi là một loài bọ cánh cứng trong họ Cerambycidae.